# Dumaszínház
Dumaszínház (română Dumaszínház - Teatru de bârfe),  este un teatru comic maghiar, de genul stand-up comedy precurosorul lui a fost parodii de cafenea. Pentru prima oară acest gen de parodii maghiare a apărut în anul 2003 în Budapesta. El a avut loc în cafenaua Godot printre inițiatorii lui se numără: Sáfár Zoltán, Ardai Tamás și Litkai Gergely  La început reprezentația umoristică a avut un număr mic de spectatori, în urma succesului obținut, numărul spectatorilor a crescut, în prezent el fiind transmis de posturile maghiare de radio și televiziune. Glumele prezentate sunt în prealabil pregătite sau sunt improvizate spontan pe scenă. Actual acest gen de teatru s-a extins și peste hotare, ca de exemplu în Anglia, Germania sau Austria, reprezentațiile au loc în limba maghiară. Printre parodiști se numără:
Aranyosi Péter, Bács Miklós,Badár Sándor, Beliczai Balázs, Bellus István, Benk Dénes, Bruti, Csenki Attila, Dombóvári István, Felméri Péter, Hadházi László, Hajdú Balázs, Janklovics Péter, Kiss Ádám, Kormos Anett, Kovács András Péter, Kőhalmi Zoltán. Litkai Gergely, Lorán Barnabás (Trabarna), Maksa Zoltán, Mogács Dániel, Pataki Balázs, Rekop György, Szöllősy-Csák Gergely, Szupkay Viktor, Tóth Edu, Zsók Levente.